# Botswana na Letnich Igrzyskach Olimpijskich 2024
Botswana na Letnich Igrzyskach Olimpijskich 2024 – reprezentacja Botswany na Letnich Igrzyskach Olimpijskich 2024, które zostaną rozegrane w dniach 26 lipca – 11 sierpnia 2024 roku w Paryżu. W jej skład weszło jedenastu zawodników – dziewięciu mężczyzna i dwie kobiety, którzy wystąpili w dwóch dyscyplinach. Był to dwunasty występ tego kraju na letnich igrzyskach olimpijskich.

## Reprezentanci

### Lekkoatletyka
| Zawodnik                                                | Konkurencja            | Eliminacje | Eliminacje | Repasaże | Repasaże | Półfinał | Półfinał | Finał     | Finał   | Źródło |
| Zawodnik                                                | Konkurencja            | Wynik      | Miejsce    | Wynik    | Miejsce  | Wynik    | Miejsce  | Wynik     | Miejsce | Źródło |
| ------------------------------------------------------- | ---------------------- | ---------- | ---------- | -------- | -------- | -------- | -------- | --------- | ------- | ------ |
| Letsile Tebogo                                          | 100 m (m)              | 10,01      | 2.         | —        | —        | 9,91     | 2.       | 9,86 ·    | 6.      | [ 1 ]  |
| Letsile Tebogo                                          | 200 m (m)              | 20,10      | 1.         | —        | —        | 19,96    | 1.       | 19,46     | złoto   | [ 1 ]  |
| Busang Kebinatshipi                                     | 400 m (m)              | 44,45 ·    | 3.         | —        | —        | 44,43 ·  | 3.       | NQ        | NQ      |        |
| Bayapo Ndori                                            | 400 m (m)              | 44,87      | 2.         | —        | —        | 44,43    | 4.       | NQ        | NQ      | [ 2 ]  |
| Leungo Scotch                                           | 400 m (m)              | 45,28      | 5.         | 45,33    | 2.       | 45,16    | 7.       | NQ        | NQ      | [ 3 ]  |
| Tshepiso Masalela                                       | 800 m (m)              | 1:45,58    | 3.         | —        | —        | 1:45,33  | 2.       | 1:42,82 · | 7.      | [ 4 ]  |
| Kethobogile Haingura                                    | 800 m (m)              | 1:46,46    | 7.         | 1:45,52  | 1.       | 1:44,95  | 7.       | NQ        | NQ      | [ 5 ]  |
| Tumo Nkape                                              | 800 m (m)              | 1:46,99    | 6.         | 1:45,57  | 7.       | NQ       | NQ       | NQ        | NQ      | [ 6 ]  |
| Victor Ntweng                                           | 400 m przez płotki (m) | 49,59      | 5.         | 48,88    | 3.       | NQ       | NQ       | NQ        | NQ      | [ 7 ]  |
| Letsile Tebogo Isaac Makwala Leungo Scotch Bayapo Ndori | Sztafeta 4 × 400 m (m) | 2:57,76 ·  | 1.         | —        | —        | —        | —        | 2:54,53   | srebro  |        |
| Oratile Nowe                                            | 800 m (k)              | 2:01,00    | 6.         | 2:03,29  | 5.       | NQ       | NQ       | NQ        | NQ      | [ 8 ]  |

### Pływanie
| Zawodnik        | Konkurencja              | Eliminacje | Eliminacje | Półfinał | Półfinał | Finał | Finał | Źródło |
| Zawodnik        | Konkurencja              | Czas       | Poz.       | Czas     | Poz.     | Czas  | Poz.  | Źródło |
| --------------- | ------------------------ | ---------- | ---------- | -------- | -------- | ----- | ----- | ------ |
| Adrian Robinson | 100 m st. klasycznym (m) | 1:02.79    | 27.        | NQ       | NQ       | NQ    | NQ    | [ 9 ]  |
| Maxine Egner    | 100 m st. dowolnym (k)   | 58.98      | 27.        | NQ       | NQ       | NQ    | NQ    | [ 10 ] |